# Подводные лодки проекта 675
Подводные лодки проекта 675 — серия советских атомных подводных лодок с крылатыми ракетами. Всего в 1960—1968 годах на двух заводах было построено 29 подводных лодок проекта. Проектирование велось в ЦКБ-18 под руководством главного конструктора П. П. Пустынцева на базе АПЛ проекта 659. Лодки относились к первому поколению АПЛ, несли 8 крылатых ракет с надводным стартом и служили в составе Северного и Тихоокеанского флотов с 1963 по 1994 год.

## История проектирования

Размещение поворотной антенны РЛС «Аргумент» на АПЛ проекта 675

Работы по проекту 675 были начаты согласно Постановлению ЦК КПСС и Совета министров СССР от 8 марта 1958 года. Задачей было создание в минимальные сроки атомных подводных лодок, вооружённых крылатыми ракетами П-6 для стрельбы по движущимся морским целям и с возможностью применять стратегические крылатые ракеты П-5 по береговым целям. Базой стал проект 659, от которого без изменений были взяты энергетическая установка, торпедное, радиолокационное, гидроакустическое вооружения, средства наблюдения и связи. Основные отличия от проекта 659 заключались в установке дополнительных комплексов оборудования для получения целеуказания и управления ракетами П-6 во время полёта, главная антенна радиолокационной станции «Аргумент» размещалась в ограждении выдвижных устройств рубки и после всплытия поворачивалась на 180°, занимая рабочее положение. АПЛ проекта 675 создавались для работы в составе системы морской разведки и целеуказания МРСЦ-1 «Успех».
Технический проект был завершён за восемь месяцев, к ноябрю 1958 года. В 1960 году заместитель главного конструктора О. П. Терешкевич предложил вариант увеличения числа ракет с шести до восьми путём размещения двух дополнительных ракетных контейнеров по бокам от ограждения рубки. Это предложение было принято заказчиком и существенно увеличило боевую мощь лодок, позволяя делать два четырёхракетных залпа.

## Конструкция
Корпус
Проект предусматривал двухкорпусную конструкцию лодки и разделение прочного корпуса на 10 отсеков:
1. Носовой торпедный отсек;
2. Жилой/аккумуляторный отсек;
3. Пост управления ракетами;
4. Центральный пост;
5. Дизель-генераторный отсек;
6. Реакторный отсек;
7. Турбинный отсек;
8. Отсек электромоторов;
9. Жилой отсек
10. Кормовой торпедный отсек.

## Представители
| Название              | Модификация | Зав. № | Закладка   | Спуск      | Ввод в строй | Служба                                                       | Списание   |
| --------------------- | ----------- | ------ | ---------- | ---------- | ------------ | ------------------------------------------------------------ | ---------- |
| К-166 К-71, Б-71      | 675         | 530    | 30.05.1961 | 06.09.1962 | 31.10.1963   | СФ, 11-я ДиПЛ, 7-я ДиПЛ                                      | 9.12.1988  |
| К-104                 | 675, 675МК  | 531    | 11.01.1962 | 16.06.1963 | 16.12.1963   | СФ, 11-я ДиПЛ, 7-я ДиПЛ, 50-я ДиПЛ                           | 19.04.1990 |
| К-170 К-86, КС-86     | 675, 675Н   | 532    | 16.05.1962 | 04.08.1963 | 26.12.1963   | СФ, 11-я ДиПЛ, 7-я ДиПЛ, 29-я ОБрПЛ                          | 24.06.1991 |
| К-172                 | 675         | 533    | 08.08.1962 | 25.12.1963 | 30.07.1964   | СФ, 11-я ДиПЛ, 7-я ДиПЛ                                      | 19.04.1989 |
| К-47                  | 675, 675К   | 534    | 07.08.1962 | 10.02.1964 | 31.08.1964   | СФ, 11-я ДиПЛ, 7-я ДиПЛ                                      | 5.06.1994  |
| К-1                   | 675, 675МКВ | 535    | 11.01.1963 | 30.04.1964 | 30.09.1964   | СФ, 11-я ДиПЛ, 7-я ДиПЛ, 50-я ДиПЛ                           | 3.07.1992  |
| К-28 К-428            | 675, 675МУ  | 536    | 26.04.1963 | 30.06.1964 | 16.12.1964   | СФ, 11-я ДиПЛ, 7-я ДиПЛ, 50-я ДиПЛ                           | 19.04.1990 |
| К-74                  | 675         | 537    | 23.07.1963 | 30.09.1964 | 30.06.1965   | СФ, 7-я ДиПЛ                                                 | 31.12.1991 |
| К-22 «Красногвардеец» | 675, 675МКВ | 538    | 14.10.1963 | 29.11.1964 | 07.08.1965   | СФ, 7-я ДиПЛ                                                 | 1.10.1994  |
| К-35                  | 675, 675МКВ | 539    | 06.01.1964 | 27.01.1965 | 30.06.1965   | СФ, 11-я ДиПЛ, 7-я ДиПЛ, 50-я ДиПЛ                           | 20/06/1993 |
| К-90 К-111            | 675         | 540    | 29.02.1964 | 17.04.1965 | 25.09.1965   | СФ, 7-я ДиПЛ                                                 | 14.03.1989 |
| К-116                 | 675         | 541    | 08.06.1964 | 19.06.1965 | 29.10.1965   | СФ, 7-я ДиПЛ ТОФ, 45-я ДиПЛ, 26-я ДиПЛ, 10-я ДиПЛ, 29-я ДиПЛ | 10.09.1985 |
| К-125                 | 675, 675К   | 542    | 01.09.1964 | 11.09.1965 | 18.12.1965   | СФ, 7-я ДиПЛ                                                 | 24.06.1991 |
| К-128                 | 675, 675МК  | 543    | 29.10.1964 | 30.12.1965 | 25.08.1966   | СФ, 7-я ДиПЛ, 50-я ДиПЛ                                      | 19.04.1990 |
| К-131                 | 675         | 544    | 31.12.1964 | 06.06.1966 | 30.09.1966   | СФ, 11-я ДиПЛ, 7-я ДиПЛ                                      | 27.07.1991 |
| К-135                 | 675         | 545    | 27.02.1965 | 27.06.1966 | 25.11.1966   | СФ, 11-я ДиПЛ, 7-я ДиПЛ                                      | 14.03.1989 |

| Название   | Модификация | Зав. № | Закладка   | Спуск      | Ввод в строй | Служба                                                    | Списание   |
| ---------- | ----------- | ------ | ---------- | ---------- | ------------ | --------------------------------------------------------- | ---------- |
| К-175      | 675, 675МК  | 171    | 17.03.1962 | 30.09.1962 | 30.12.1963   | ТОФ, 26-я ДиПЛ, 45-я ДиПЛ, 10-я ДиПЛ, 8-я ДиПЛ, 42-я ДиПЛ | 19.04.1990 |
| К-184      | 675, 675МК  | 172    | 02.02.1963 | 25.08.1963 | 31.03.1964   | ТОФ, 26-я ДиПЛ, 45-я ДиПЛ, 10-я ДиПЛ, 8-я ДиПЛ, 42-я ДиПЛ | 19.04.1990 |
| К-189      | 675, 675МК  | 173    | 06.04.1963 | 09.05.1964 | 24.07.1965   | ТОФ, 26-я ДиПЛ, 45-я ДиПЛ, 10-я ДиПЛ, 8-я ДиПЛ, 42-я ДиПЛ | 24.06.1990 |
| К-57       | 675, 675МК  | 174    | 19.10.1963 | 26.09.1964 | 31.10.1965   | ТОФ, 26-я ДиПЛ, 10-я ДиПЛ, 8-я ДиПЛ                       | 3.07.1992  |
| К-31 К-431 | 675         | 175    | 11.01.1964 | 08.09.1964 | 31.09.1965   | ТОФ, 26-я ДиПЛ, 45-я ДиПЛ, 10-я ДиПЛ, 29-я ДиПЛ           | 16.09.1987 |
| К-48       | 675, 675К   | 176    | 11.04.1964 | 16.06.1965 | 31.12.1965   | ТОФ, 26-я ДиПЛ, 10-я ДиПЛ, 29-я ДиПЛ, 38-я ДиПЛ           | 19.04.1990 |
| К-56       | 675, 675МК  | 177    | 30.05.1964 | 10.08.1965 | 26.08.1966   | ТОФ, 26-я ДиПЛ, 29-я ДиПЛ                                 | 3.07.1992  |
| К-10       | 675, 675МКВ | 178    | 24.10.1964 | 29.09.1965 | 15.10.1966   | ТОФ, 26-я ДиПЛ, 10-я ДиПЛ, 29-я ДиПЛ                      | 1989       |
| К-94       | 675, 675МК  | 179    | 20.03.1965 | 20.05.1966 | 27.12.1966   | ТОФ, 26-я ДиПЛ, 45-я ДиПЛ, 10-я ДиПЛ, 38-я ДиПЛ, 8-я ДиПЛ | 3.07.1992  |
| К-108      | 675         | 180    | 24.07.1965 | 26.08.1966 | 31.03.1967   | ТОФ, 26-я ДиПЛ, 10-я ДиПЛ, 45-я ДиПЛ, 29-я ДиПЛ           | 19.04.1990 |
| К-7        | 675         | 181    | 06.11.1965 | 25.09.1966 | 30.09.1967   | ТОФ, 26-я ДиПЛ, 29-я ДиПЛ                                 | 19.04.1990 |
| К-23       | 675, 675МК  | 182    | 23.02.1966 | 18.06.1967 | 30.12.1967   | ТОФ, 26-я ДиПЛ, 29-я ДиПЛ                                 | 24.06.1991 |
| К-34       | 675, 675МКВ | 183    | 18.06.1966 | 23.09.1967 | 30.12.1968   | ТОФ, 26-я ДиПЛ, 45-я ДиПЛ, 10-я ДиПЛ, 29-я ДиПЛ           | 5.07.1994  |

Всего построено 29 субмарин проекта 675, из них 16 — на «Севмаш»,13 — на «ЗЛК». Подлодки несли службу в составе Северного и Тихоокеанского флотов. Некоторые камчатские лодки несли боевое дежурство в Индийском океане.

## Аварии и происшествия

### К-108
20 июня 1970 года в северо-западной части Тихого океана (сравнительно недалеко от побережья Камчатки) АПЛ К-128 столкнулась с американской субмариной Tautog. К-128 потеряла правый гребной винт, USS Tautog получила повреждения корпуса, но обе подлодки дошли до своих мест базирования. Никто из членов экипажей лодок не пострадал. Информация об инциденте долгое время хранилась в секрете обеими сторонами, и только в 1990-е годы стала достоянием общественности.

### К-56
14 июня 1973 года в 1 ч. ночи вблизи мыса Поворотный в заливе Петра Великого произошло столкновение гвардейской атомной подводной лодки Тихоокеанского флота К-56 с научно-исследовательским судном «Академик Берг». Лодка (на которой находилось 1,5 экипажа, экипаж К-23 сдавал свою боевую задачу) шла в надводном положении, возвращаясь после успешного выполнения стрельб. Погибли 27 человек, из них 16 офицеров, 5 мичманов, 5 матросов, один гражданский специалист из Ленинграда. Спаслись около 140 человек. Памятник погибшим морякам установлен в г. Фокино (б. посёлок Тихоокеанский).

### К-431
10 августа 1985 года на АПЛ К-431 (К-31), находившейся у пирса № 2 судоремонтного завода ВМФ в бухте Чажма (поселок Шкотово-22), при перезарядке активной зоны реакторов вследствие нарушения требований ядерной безопасности и технологии подъёма крышки реактора произошла неуправляемая самопроизвольная цепная реакция деления ядер урана реактора левого борта. В момент взрыва погибло 10 человек — 8 офицеров и 2 матроса. При этом ось радиоактивных осадков пересекла полуостров Дунай в северо-западном направлении и вышла к морю на побережье Уссурийского залива. Протяженность шлейфа на полуострове составила 5,5 км (далее выпадение аэрозольных частиц происходило на поверхность акватории до 30 км от места выброса).

### К-192 (К-172)
В 1989 году во время боевой службы была обнаружена течь первого контура одного из реакторов. Развившаяся авария сделала ГЭУ неремонтопригодной и привела к выводу подводной лодки в резерв II категории, далее — к выводу из боевого состава ВМФ.

### К-47 (Б-47 с 1993 г.)
24 сентября 1976 года лодка находилась на боевом дежурстве. На глубине 40 м из-за короткого замыкания возник пожар в восьмом отсеке, где находится пульт ГЭУ. В отсеке остались три вахтенных офицера, продолжившие управлять ГЭУ, выполняя команды с ЦП. Благодаря им лодка смогла всплыть, пожар был потушен. Однако все трое вахтенных отравились угарным газом — для переговоров с ЦП им приходилось вынимать загубник изолирующего противогаза. Всего погибли 3 человека, спасся 101. Лодка вернулась на базу, была отремонтирована. В 1994 году выведена из боевого состава флота.

### К-10
21 января 1983 года в Южно-Китайском море К-10 на межбазовом переходе из Камрани в подводном положении столкнулась с неизвестным объектом. Всплытие показало лишь наличие пятен соляра. Уже на базе из повреждённой носовой оконечности извлекли куски металла, не принадлежавшие лодке. Через два года в китайской прессе был опубликован некролог о смерти в то время большой группы китайских учёных на подводной лодке во время испытаний баллистической ракеты.